# Orahovica Donja
Orahovica Donja är en ort i Bosnien och Hercegovina.   Den ligger i entiteten Federationen Bosnien och Hercegovina, i den centrala delen av landet, 90 km norr om huvudstaden Sarajevo. Orahovica Donja ligger 195 meter över havet och antalet invånare är 5 612.
Terrängen runt Orahovica Donja är kuperad västerut, men österut är den platt. Runt Orahovica Donja är det ganska tätbefolkat, med 93 invånare per kvadratkilometer.. Närmaste större samhälle är Gračanica, 7,2 km nordväst om Orahovica Donja. 
Omgivningarna runt Orahovica Donja är en mosaik av jordbruksmark och naturlig växtlighet.